# Nakryt
Nakryt – minerał z gromady krzemianów, zaliczany minerałów ilastych; do grupy kaolinitu. Należy do grupy minerałów rzadkich. 
Nazwa pochodzi od fr. nacre = masa perłowa i nawiązuje do połysku tego minerału.

## Właściwości
Zazwyczaj tworzy niewielkie, pseudoheksagonalne kryształy o pokroju tabliczkowym, blaszkowym. Występuje w skupieniach drobnokrystalicznych, zbitych i masywnych. Tworzy naskorupienia, żyłki i szczotki krystaliczne. Jest miękki, giętki, właściwościami zbliżony do kaolinitu, z którym jest identyczny pod względem składu chemicznego. Towarzyszy Kalcytowi, dolomitowi, kwarcowi, mice, hematytowi. 

### Występowanie
Produkt działalności hydrotermalnej. Tworzy się też jako wynik procesów endogenicznych. 
Na świecie: Niemcy, Czechy, USA – kolorado, Arizona. 
W Polsce:  nakryt spotykano w druzach pegmatytowych w Karpnikach koło Jeleniej Góry, w przeobrażonych gnejsach Gilowa koło Niemczy na Dolnym Śląsku. 

### Zastosowanie
- interesujący dla naukowców,
- cenny dla kolekcjonerow.